# 第十季超級籃球聯賽新人選秀會
2012年第10季SBL超級籃球聯賽新人選秀會為超級籃球聯賽（SBL）在第10季SBL開打之前舉辦的第6屆新人選秀會，於2012年8月1日舉行。本屆新人選秀會共有21人參與，最終有8人獲選，由周伯勳成為選秀狀元。
臺北市議員鍾小平透過臺中璞園建築總教練許晉哲推薦投入本屆新人選秀會。

## 選秀結果
本屆新人選秀會從S型選秀改為依序選秀。
| →           | 順序一 | 順序二 | 順序三 | 順序四 | 順序五 | 順序六 | 順序七 |
| [ 2 ] [ 3 ] | 臺銀   | 台灣大 | 金酒   | 裕隆   | 達欣   | 台啤   | 璞園   |
| ----------- | ------ | ------ | ------ | ------ | ------ | ------ | ------ |
| 第一輪      | 周伯勳 | 林耀宗 | 宋宇軒 | 姜仕峰 | 張家榮 | 張晸暉 | 放棄   |
| 第二輪      | 放棄   | 林宗奇 | 李秉鴻 | 放棄   | 放棄   | 放棄   | 不適用 |
| 第三輪      | 不適用 | 放棄   | 放棄   | 不適用 | 不適用 | 不適用 | 不適用 |

## 參加名單
- 張家榮
- 許政佑
- 張景程
- 林宗奇
- 周伯勳
- 陳念恩
- 鍾小平
- 崔國增
- 陳昱揚
- 李秉鴻
- 蔡政憲
- 臧法翰
- 張晸暉
- 林耀宗
- 姜仕峰
- 張志宇
- 宋宇軒
- 林柏坊
- 林昊
- 劉昱辰
- 邱建勝

參考資料：